# Raymond Kvisvik
Raymond Kvisvik, né le 8 novembre 1974 à Sarpsborg (Norvège), est un footballeur norvégien, qui évolue au poste d'ailier au Kvik Halden et en équipe de Norvège.
Kvisvik a marqué deux buts lors de ses onze sélections avec l'équipe de Norvège entre 2000 et 2006.

## Carrière
- 1991-1994 : Greåker
- 1995-1996 : Sarpsborg FK
- 1997-1998 : Moss FK
- 1998-2002 : SK Brann
- 2002-2003 : FK Austria Vienne
- 2003-2005 : SK Brann
- 2005-2009 : Fredrikstad FK
- 2010- : Kvik Halden

## Palmarès

### En équipe nationale
- 11 sélections et 2 buts avec l'équipe de Norvège entre 2000 et 2006.

### Avec le SK Brann
- Vainqueur de la Coupe de Norvège de football en 2004 et 2006.

### Avec l'Austria Vienne
- Vainqueur du Championnat d'Autriche de football en 2003.
- Vainqueur de la Coupe d'Autriche de football en 2003.
- Vainqueur de la Supercoupe d'Autriche de football en 2003.